# Teloma
Un teloma és una branca d'aspecte cilíndric sense fulles, que consta d'una protostela amb un cordó central de cèl·lules lignificades, d'un parènquima cortical i d'una epidermis.
És propi dels fòssils dels cormòfits més antics que es coneixen.

## Teoria telomàtica
És la teoria que explica l'origen de les fulles a partir dels telomes de les plantes vasculars primitives, mitjançant la sèrie de processos elementals de culminació, planació, concrescència i torsió.